# دهستان دشت‌سر غربی
دشت‌سر غربی، دهستانی است از توابع بخش دشت‌سر شهرستان آمل در استان مازندران ایران.

## روستاها
دشت‌سر غربی شامل روستاهای زیر است:

- فیروزکلاعلیا
- فیروزکلا وسطی
- فیروزکلا سفلی
- پاشاکلا
- شهنه کلا
- بوران
- شادمحل
- هندوکلا
- بلیران
- زوارک
- معلم کلا
- سالار محله
- کمدره
- محمدآباد